# Plac Jakuba Kołasa w Mińsku
Plac Jakuba Kołasa (biał. Пло́шча Яку́ба Ко́лас) — plac w Pierszamajskim Rejonie Mińska, stolicy Białorusi, na skrzyżowaniu Prospektu Niezależności i ul. Jakuba Kołasa. Obecną nazwę nadano mu w 1956 ku czci Jakuba Kołasa (1882–1956) — klasyka białoruskiej literatury, działacza społecznego, tłumacza, pedagoga, jednego z twórców współczesnej białoruskiej literatury i białoruskiego języka literackiego. W przeszłości, w miejscu obecnego placu istniała wieś Komarówka, od której plac przyjął swą początkową nazwę – Plac Komarowski (Камароўская Плошча).
Na placu znajduje się znacznych rozmiarów pomnik Jakuba Kołasa, zaś wokół niego stoją m.in. budynek filharmonii, budynek Narodowego Komitetu Olimpijskiego oraz Centralny Dom Towarowy (CUM).